# Kill the Moon
"Kill the Moon" é o sétimo episódio da oitava temporada da série de ficção científica britânica Doctor Who, transmitido originalmente na BBC One em 4 de outubro de 2014. Foi escrito por Peter Harness e dirigido por Paul Wilmshurst.
Ambientado em 2049, o episódio mostra a professora Clara (Jenna Coleman), a estudante Courtney Woods (Ellis George) e a astronauta Lundvik (Hermione Norris) enfrentando um dilema moral urgente sobre matar uma criatura gigante sob a superfície da Lua - que é um ovo, dentro do qual a criatura vem crescendo lentamente - ou deixar a criatura chocar, as três sem saber o que acontecerá com as pessoas na Terra.
O episódio recebeu críticas polarizadas dos avaliadores, embora a atuação de Coleman e a cena climática final entre Clara e o Doutor (Peter Capaldi) tenham recebido elogios universais. Enquanto alguns críticos aclamaram o episódio e o classificaram como o melhor da temporada, outros criticaram a imprecisão científica e o conteúdo temático.

## Enredo
O Doutor leva Clara e sua aluna Courtney em uma viagem à Lua. Eles chegam em 2049 a bordo de um ônibus espacial cheio de bombas nucleares em rota para a Lua. A capitã Lundvik explica que sua tripulação está em uma missão suicida para destruir o satélite; o Doutor deduz pela gravidade que a massa da Lua aumentou, causando enormes marés altas em toda a Terra.
Eles viajam para uma base de pesquisa mineral próxima, encontrando os mineiros mortos, sepultados em teias. O Doutor percebe pelas fotos dos mineiros que a Lua está começando a se desintegrar. Eles são atacados por uma criatura parecida com uma aranha que mata a tripulação de Lundvik, mas o spray desinfetante que Courtney trouxe mata a criatura. O Doutor encontra a presença de líquido amniótico próximo a uma fenda externa. Voltando à base, ele afirma que a Lua é e sempre foi um ovo contendo uma criatura gigante crescendo em seu interior, pronta para eclodir, sendo a aranha uma das milhares de bactérias sob sua superfície. Lundvik torna-se ainda mais insistente em explodir a Lua, sem ter certeza da natureza da criatura que poderá eclodir.
O Doutor deixa Clara, Courtney e Lundvik na base para decidir o destino da criatura - e da Terra. Lundvik aciona um gatilho remoto para as bombas nucleares com temporizador. Os três discutem o que fazer e concluem deixar a população da Terra decidir. Clara implora pelos canais de transmissão para que a Terra decida o destino da criatura, deixando suas luzes acesas para permitir que a criatura viva, ou apagando suas luzes se quiserem destruí-la. Eles veem as luzes da Terra se apagarem na próxima hora. No último segundo, Clara muda de ideia e interrompe a contagem regressiva. O Doutor chega logo depois, garante que eles fizeram a escolha certa e os evacua da Lua quando ela começa a desfazer-se.
A criatura alada dentro da Lua sai de sua concha e sai voando, pondo outro ovo que vira uma Lua nova. O Doutor revela que o súbito interesse pela Lua revigorará o programa espacial da Terra. Clara repreende o Doutor por forçá-la a tomar uma decisão sobre o destino da humanidade, enquanto o Doutor afirma que ele não pode fazer essas escolhas sozinho. Clara diz ao Doutor que não quer vê-lo novamente e se consola com Danny no presente.

### Continuidade
O Doutor usa um ioiô para testar a gravidade da Lua dentro da nave. O Quarto Doutor usou o mesmo método para testar a gravidade na estação espacial Nerva em The Ark in Space (1975). De acordo com o produtor executivo Brian Minchin, Peter Capaldi solicitou que o ioiô fosse semelhante ao que Tom Baker havia usado antes.
O Doutor diz a Clara que "A Terra não é minha casa", ecoando a declaração do Quarto Doutor em Pyramids of Mars (1975) de que "A Terra não é minha casa, Sarah. Sou um Senhor do Tempo. Caminho na eternidade."
Em "The Fires of Pompeii" (2008), o Décimo Doutor diz que, como Senhor do Tempo, ele pode ver pontos fixos e mutáveis no tempo. O Décimo segundo Doutor diz a mesma coisa aqui, mas que existem "áreas cinzentas", pontos no tempo para os quais ele não consegue ver o resultado.
O Doutor afirma que Courtney conhecerá "um cara chamado Blinovitch". Isso se refere ao Efeito de Limitação Blinovitch, mencionado pela primeira vez na história do Terceiro Doutor, Day of the Daleks (1972).

## Produção

### Roteiro
O episódio foi originalmente escrito para o Décimo primeiro Doutor de Matt Smith. Um dos primeiros títulos provisórios para o episódio foi "Return to Sarn" (o nome do planeta onde outro serial, Planet of Fire, também foi ambientado); no entanto, isso pretendia ser ilusório. Ao instruir Peter Harness sobre como escrever o roteiro, o produtor executivo Steven Moffat disse a ele para "deixá-lo Hinchcliffe na primeira metade" do episódio, significando, essencialmente, torná-lo assustador. Isto foi em referência a Philip Hinchcliffe, que produziu Doctor Who de 1974 a 1977, período da série clássica que é reconhecido como especialmente assustador.  Moffat chamou o roteiro de "intenso e emocional". Harness disse que o episódio traria uma grande mudança para o show. "Ainda não sei como as pessoas vão reagir. Estou neste tipo de limbo agora, esperando que as pessoas vejam, e não tenho ideia, realmente não sei como isso vai acontecer."

### Filmagens
As filmagens do episódio aconteceram em Lanzarote, perto do Volcán del Cuervo (Raven's Volcano) no Parque Nacional de Timanfaya. O último episódio a ser filmado lá foi o serial do Quinto Doutor, Planet of Fire, de 1984. As filmagens ocorreram de 12 a 13 de maio, enquanto o parque estava fechado para visitantes, com moradores locais relatando que "eles ergueram uma enorme marquise, têm trailers, banheiros e uma van". As filmagens também aconteceram em Aberavon Beach, em Port Talbot, em 21 de maio.

## Transmissão e recepção
Os números de visualização durante a noite de estreia foram estimados em 4,81 milhões. O episódio foi assistido por um total de 6,91 milhões de telespectadores. Na BBC America, 0,94 milhão de telespectadores assistiram à transmissão original. O episódio recebeu uma pontuação no Índice de Apreciação do público de 82.

### Recepção critica
| Críticas profissionais: | Críticas profissionais: |
| Avaliações da crítica   | Avaliações da crítica   |
| Fonte                   | Avaliação               |
| ----------------------- | ----------------------- |
| The A.V. Club           | A                       |
| SFX                     | [ 23 ]                  |
| TV Fanatic              | [ 24 ]                  |
| CultBox                 | [ 25 ]                  |
| IndieWire               | B+                      |
| IGN                     | 9,3                     |
| New York Magazine       | [ 28 ]                  |
| Radio Times             | [ 29 ]                  |
| Digital Spy             | [ 30 ]                  |
| The Daily Telegraph     | [ 31 ]                  |

"Kill the Moon" recebeu críticas polarizadas. Alasdair Wilkins do The A.V. Club classificou o episódio como um clássico instantâneo, e Simon Brew do Den of Geek o chamou de um dos melhores da série, enquanto Ewan Spence da Forbes o achou mal escrito com personagens e temas fracos. No entanto, os críticos foram unânimes em aclamar a atuação de Jenna Coleman e a sequência final na TARDIS.
Escrevendo para o The Daily Telegraph, Ben Lawrence observou que "'Kill the Moon' foi um excelente exemplo de Doctor Who alcançando diferentes gerações, algo que nem sempre fez nas últimas semanas." Ele sentiu que Coleman estava "fantástica" e que Capaldi adicionou mais camadas de complexidade ao seu personagem. Lawrence afirmou que os convidados foram subdesenvolvidos, mas concluiu que "faltou a inteligência que estragou os episódios recentes e provou o quão bom Doctor Who pode ser quando simplesmente conta uma história". Dan Martin, escrevendo para o The Guardian, afirmou que "a explosão de Clara foi o próximo estágio do que eu mais amo nesta série. Mais do que nunca, eles estão interpretando a realidade de fugir para lutar contra alienígenas com um detetive espacial que viaja no tempo e, adivinhe, esta vida não é só vinho e rosas." Martin observou que Coleman tem sido excelente em todas a temporada, afirmando que: "Não precisamos mais anotar o quão boa Jenna é este ano; ela já se estabeleceu no panteão das grandes companheiras de todos os tempos."
Escrevendo para o The Independent, Neela Debnath elogiou o desempenho de Coleman, articulando que ela "impressionou novamente com sua fúria ao responsabilizar o Doutor. Esta é a assistente adulta que o Senhor do Tempo precisa para mantê-lo sob controle" e finalmente encerrou sua revisão dizendo que "'Kill the Moon' foi uma aventura espacial fechada com toda a claustrofobia que um episódio como este exige [...] Não foi o episódio mais forte da temporada, mas também não foi um desastre."  Patrick Mulkern elogiou fortemente o episódio, atribuindo-lhe um 5/5 perfeito na Radio Times. Ele também elogiou o desempenho de Coleman, afirmando que ela "transmite habilmente o terrível dilema de Clara - e mais tarde sua fúria chorosa pelo comportamento do Doutor". Ele descreveu a escrita do episódio como "audaciosa, altamente imaginativa e combina bem com a direção cinematográfica extremamente misteriosa de Paul Wilmshurst", e encerrou sua crítica observando sobre o "diálogo portentoso, direção nítida, música urgente e uma performance poderosa de Peter Capaldi fazem desse um dos momentos decisivos da temporada".

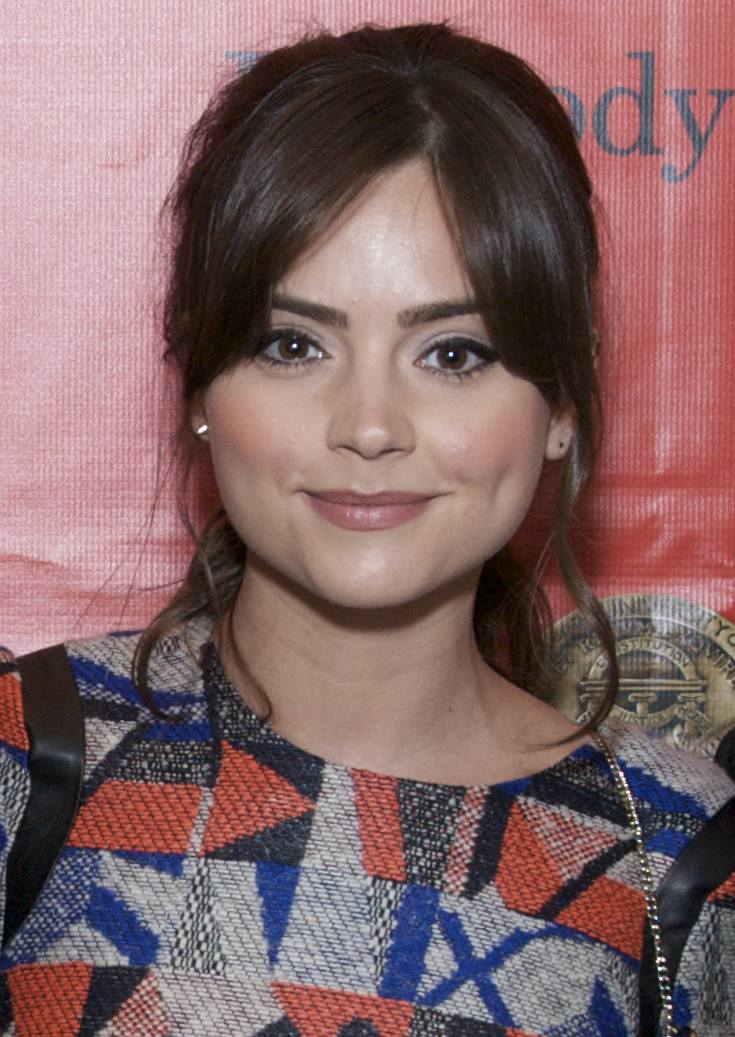
Os críticos elogiaram o desempenho de Jenna Coleman no episódio.

Brew afirmou que "Doctor Who atinge sua melhor forma com 'Kill the Moon'. E Jenna Coleman nunca esteve melhor". Ele também elogiou o roteiro de Harness como "impressionante" e disse que Wilmshurst "compreende perfeitamente que desacelerar as coisas e fazer com que os pequenos momentos contem é a chave para rastejar sob a pele das pessoas". Ele encerrou sua crítica dizendo: "Os melhores episódios de Doctor Who têm algo a dizer, te irritam e mantêm você praticamente preso até os créditos finais rolarem. 'Kill the Moon' certamente fez isso, com a gente indo para uma nova assistida assim que uma acaba. Tem uma boa história de ficção científica por trás, um forte dilema e consequências reais". Wilkins também reagiu de forma muito positiva ao episódio, atribuindo-lhe uma pontuação A elogiando quase todos os aspectos do episódio, mas particularmente o foco no desenvolvimento de personagem. Ele disse que "'Kill the Moon' é a segunda vez nesta temporada que Doctor Who realmente me surpreendeu. Esse fato, acima de tudo, é o motivo pelo qual o episódio desta noite é considerado um clássico instantâneo" e elogiou a cena final do episódio, dizendo que "Talvez toda a era Moffat seja definida por aquela cena final da TARDIS, em que Clara faz a repreensão mais contundente que já vimos qualquer companheiro dar ao Doutor". Ele encerrou sua crítica afirmando que "Esta temporada já é um retorno à boa forma, mas 'Kill the Moon' pode ajudar a transformá-la em algo verdadeiramente especial".
Para a IGN, Matt Risley rotulou o episódio como "O melhor Capaldi Who até agora" e concedeu-lhe uma pontuação de 9,3/10, considerada "Excelente". Ele elogiou quase todos os aspectos do episódio, dizendo "Dramático, instigante, maravilhosamente filmado, secamente hilário e consistentemente atraente, 'Kill the Moon' foi facilmente o melhor episódio da temporada até agora, e até apostamos que perrmanecerá assim até o final de novembro". Ele também elogiou o desempenho de Coleman como "explosivo e incrivelmente atraente" e resumiu o episódio como "ficção científica adulta no seu melhor".
Em contrapartida, alguns avaliadores criticaram o que consideraram elementos da trama alusivos ao debate sobre aborto e, além disso, a forma como o assunto foi tratado no roteiro. Em uma crítica separada para o The Independent, Ellen E. Jones descreveu o episódio como "talvez o mais fraco até agora... A superfície cinzenta da Lua forneceu um pano de fundo pouco inspirador para o que equivalia a uma metáfora galáctica para o debate pró-escolha". Spence descreveu o roteiro como "chumbo e pesado... a falta de consequências para a decisão [de Clara] deixou o episódio com um toque vazio". A crítica elogiou as atuações de Capaldi e Coleman, mas concluiu que "'Kill the Moon' não foi um bom drama, gerou falsa polêmica e não respeitou o debate que estava tentando iniciar aos telespectadores em casa."
Para o The Escapist, Elizabeth Harper deu ao episódio uma estrela e meia e achou que era "uma bagunça de pseudociência". Ela resumiu que "Este episódio é uma série de cenas que não fazem muito sentido, mas são vagamente mantidas juntas em virtude do fato de que todas acontecem no mesmo canal no mesmo período de uma hora." Ela acrescentou finalmente que "A última cena, entretanto, é genuinamente boa."
Outras resenhas também criticaram a falta de precisão científica do episódio, principalmente sobre a Lua. Escrevendo para a Slate, Phil Plait comentou: "Os erros científicos eram tão flagrantes e tão óbvios que me tiravam da história. Muitos dos erros podiam ser corrigidos com uma simples pesquisa no Google." Em sua crítica para a Doctor Who TV, Clint Hassell fez uma objeção semelhante. Embora tenha elogiado tanto o desempenho dos atores quanto a capacidade da história de "examinar aspectos da condição humana", ele disse que o episódio "também foi terrível, apresentando uma versão da ciência tão incorreta que quase cria um novo gênero: 'não-tão-ficção científica'". Embora parte da diversão do programa seja "fatos e jargões obviamente fictícios", ele acreditava que, "Quando [o Doutor] declara 'fatos' científicos descaradamente errados porque o escritor não se incomodou em pensar racionalmente, ou consultar um cientista, isso faz o Doutor parecer um idiota e... arruína parte da credibilidade do programa."

## Prêmios
Coleman foi indicada ao prêmio BAFTA Cymru de Melhor Atriz por sua atuação neste episódio.